# Боско (Венеција)
Боско је насеље у Италији у округу Венеција, региону Венето.
Према процени из 2011. у насељу је живело 90 становника. Насеље се налази на надморској висини од 1 м.